# Biskopskongregationen
Biskopskongregationen, Congregatio pro episcopis, är en av de nio kongregationerna inom den romersk-katolska kyrkans ledning, kurian.

## Historik
Biskopskongregationen instiftades 22 januari 1588 av påve Sixtus V genom den apostoliska konstitutionen Immensa Aeterni Dei och då under namnet "Kongregationen för uppförandet av kyrkobyggnader och kyrkliga förnödenheter" (Congregazione per l'erezione delle chiese e le provviste concistoriali), vilket sedan ändrades till "den heliga konsistoriekongregationen" (Sacra congregazione concistoriale). 29 juni 1908 utvidgade påven Pius X, genom dekretet Sapienti Consilio, kongregationens befogenheter till att omfatta biskopsval, inrättandet av stift, ordenskapitel och utnämningen av kaniker. Uppgifterna innefattade även ledning av stiften, administration och kontroll av utbildningsinrättningar, med mera. Detta ansvar hade tidigare legat på olika kongregationer inom kurian men övergick nu till Biskopskongregationen, eftersom det framförts tvivel om kompetensen och kunnandet hos de tidigare ansvariga instanserna. Påven ledde själv kongregationens arbete i egenskap av dess prefekt. Genom den apostoliska konstitutionen Regimini Ecclesiae universae, utfärdad av Paulus VI 15 augusti 1967, erhöll kongregationen sitt nuvarande namn och sina uppgifter. Den senaste revisionen av Biskopskongregationens ansvarsområde skedde genom den apostoliska konstitutionen Pastor Bonus, utfärdad av Johannes Paulus II 28 juni 1988.

## Funktion
Kongregationen har som uppgift, inom den latinska kyrkan med undantag för dess missionsområden, att inrätta nya stift, kyrkoprovinser och kyrkoregioner och att grunda militärordinariat. Man sörjer dessutom för utnämnandet av nya biskopar och apostoliska administratorer samt deras koadjutorer och auxiliärbiskopar. Vidare står man även för tillsynen över hur stiften leds, och organiserandet av de så kallade ad limina-resorna, det vill säga den resa till Rom en biskop måste göra vart femte år för att redovisa läget i sitt stift. Kongregationen består för närvarande av 32 ledamöter; kardinaler, ärkebiskopar och biskopar, och leds av en prefekt. Den nuvarande prefekten, Robert Prevost från USA, utnämndes av Franciskus i januari 2023.

## Prefekter
Från 1588 till 1965 leddes verksamheten av en sekreterare (påven utgjorde själv kongregationens chef). Sedan 1965 leds kongregationen av prefekten.
- Kardinal Francesco Barberini den yngre (1726 - okänt datum, lämnade ämbetet i och med sin död)
- Kardinal Niccola Clarelli Parracciani † (10 oktober 1860 - 7 juli 1872 i och med sin död)
- Kardinal Carmine Gori-Merosi (30 mars 1882 - 15 september 1886 i och med sin död)
- Kardinal Carlo Nocella (21 mars 1892 - 22 juni 1903 i och med sin död, utnämnd till kardinalpräst av San Callisto)
- Kardinal Gaetano De Lai (20 oktober 1908 - 24 oktober 1928 i och med sin död)
- Kardinal Carlo Perosi (10 februari 1928 - 22 februari 1930 i och med sin död)
- Kardinal Raffaele Carlo Rossi (4 juli 1930 - 17 september 1948 i och med sin död)
- Kardinal Adeodato Giovanni Piazza (1 oktober 1948 - 30 november 1957 i och med sin död)
- Kardinal Marcello Mimmi (15 december 1957 - 6 mars 1961 i och med sin död)
- Kardinal Carlo Confalonieri (14 mars 1961 - 25 februari 1973 genom avgång)
- Kardinal Sebastiano Baggio (26 februari 1973 - 8 april 1984, utnämnd till Guvernör över Vatikanstaten)
- Kardinal Bernardin Gantin (8 april 1984 - 25 juni 1998 genom avgång)
- Kardinal Lucas Moreira Neves (25 juni 1998 - 16 september 2000 genom avgång)
- Kardinal Giovanni Battista Re (16 september 2000 - 30 juni 2010 genom avgång)
- Kardinal Marc Ouellet (30 juni 2010 – 2023)
- Kardinal Robert Prevost (2023 – 2025)

## Sekreterare
- Ärkebiskop Ernesto Civardi (17 maj 1967 - 30 juni 1979 genom avgång)
- Ärkebiskop Lucas Moreira Neves (15 oktober 1979 - 9 juli 1987, utnämnd till ärkebiskop i San Salvador di Bahias ärkestift)
- Ärkebiskop Giovanni Battista Re (9 oktober 1987 - 12 december 1989, utnämnd till substitut för Sektionen för allmänna frågor vid Heliga stolens statssekretariat)
- Ärkebiskop Justin Francis Rigali (21 december 1989 - 25 januari 1994, utnämnd till ärkebiskop i Saint Louis ärkestift)
- Ärkebiskop Jorge María Mejía (5 mars 1994 - 7 mars 1998, utnämnd till arkivarie vid Vatikanstatens hemliga arkiv och bibliotekarie vid Vatikanbiblioteket)
- Ärkebiskop Francesco Monterisi (7 mars 1998 - 3 juli 2009, utnämnd till ärkepräst av San Paolo fuori le Mura)
- Ärkebiskop Manuel Monteiro de Castro (3 juli 2009 - 5 januari 2012, utnämnd till penitentiarie vid den kyrkliga domstolen Paenitentiaria Apostolica)
- Ärkebiskop Lorenzo Baldisseri (11 januari 2012 - 21 september 2013, utnämnd till generalsekreterare vid Biskopssynoden)
- Ärkebiskop Ilson de Jesus Montanari (12 oktober 2013 – )

### Översättning
Den här artikeln är helt eller delvis baserad på material från italienskspråkiga Wikipedia.